# Templo de Santa María de Gracia
El Templo de Santa María de Gracia es un edificio católico de la ciudad de Guadalajara, ubicada en el centro del estado de Jalisco, México. Fue construido en el siglo XVII con un estilo renacentista en su fachada. El templo es catalogado como monumento histórico por el Instituto Nacional de Antropología e Historia (INAH) para su preservación. Actualmente pertenece a la Parroquia del Sagrario Metropolitano de la Arquidiócesis de Guadalajara.

## Historia
En el espacio que ocupa el templo de Santa María de Gracia fue donde se edificó la Iglesia de San Miguel, la primera catedral de Guadalajara, bajo la advocación de San Miguel Arcángel. Cabe mencionar que esta iglesia estaba a lado de la plaza mayor original de la ciudad, que posteriormente se nombró Plaza de San Agustín por el convento homónimo y ahora se conoce como la Plaza Fundadores. La antigua catedral fue un templo bastante sencillo de adobe. Hubo un incendio el 30 de mayo de 1574 que dañó severamente la iglesia. Tiempo después el centro de Guadalajara se cambió hacia la nueva plaza de armas, dónde se edificó la nueva catedral.
La Orden de Predicadores se había trasladado al sitio de la antigua catedral en 1590. Antes de establecerse el primer convento de monjas en Guadalajara, las hijas de la élite que querían ser monjas tenían que mudarse a Ciudad de México, Puebla de los Ángeles o Antequera. Solo había monasterios en Guadalajara hasta ese momento. Dado que la antigua catedral estaba destruida, los dominicos quisieron reconstruir la iglesia y construir un gran convento. El 7 de abril de 1661 se puso la primera piedra del nuevo convento. Las religiosas en el convento eran más privilegiadas que las del convento de Jesús María. Era un convento de grandes proporciones, ocupando seis manzanas, llegando hasta el río San Juan de Dios. En 1736 se amplió el templo con cinco bóvedas. Tenía dos coros, una alta y baja, como era típico de los conventos es esos tiempos.
En 1866, debido a las Leyes de Reforma, el convento sufrió de exclaustración. Sus tres claustros tuvieron diferentes destinos. El claustro principal o íntimo sirvió varios usos antes de convertirse en el Palacio de Justicia de Jalisco en 1982. El claustro del campo fue demolido para abrir la avenida de la Independencia. El claustro de la huerta o de los servicios ahora sirve como sede de la Escuela de Artes Plásticas del Centro Universitario de Arte Arquitectura y Diseño de la Universidad de Guadalajara.

## Galería

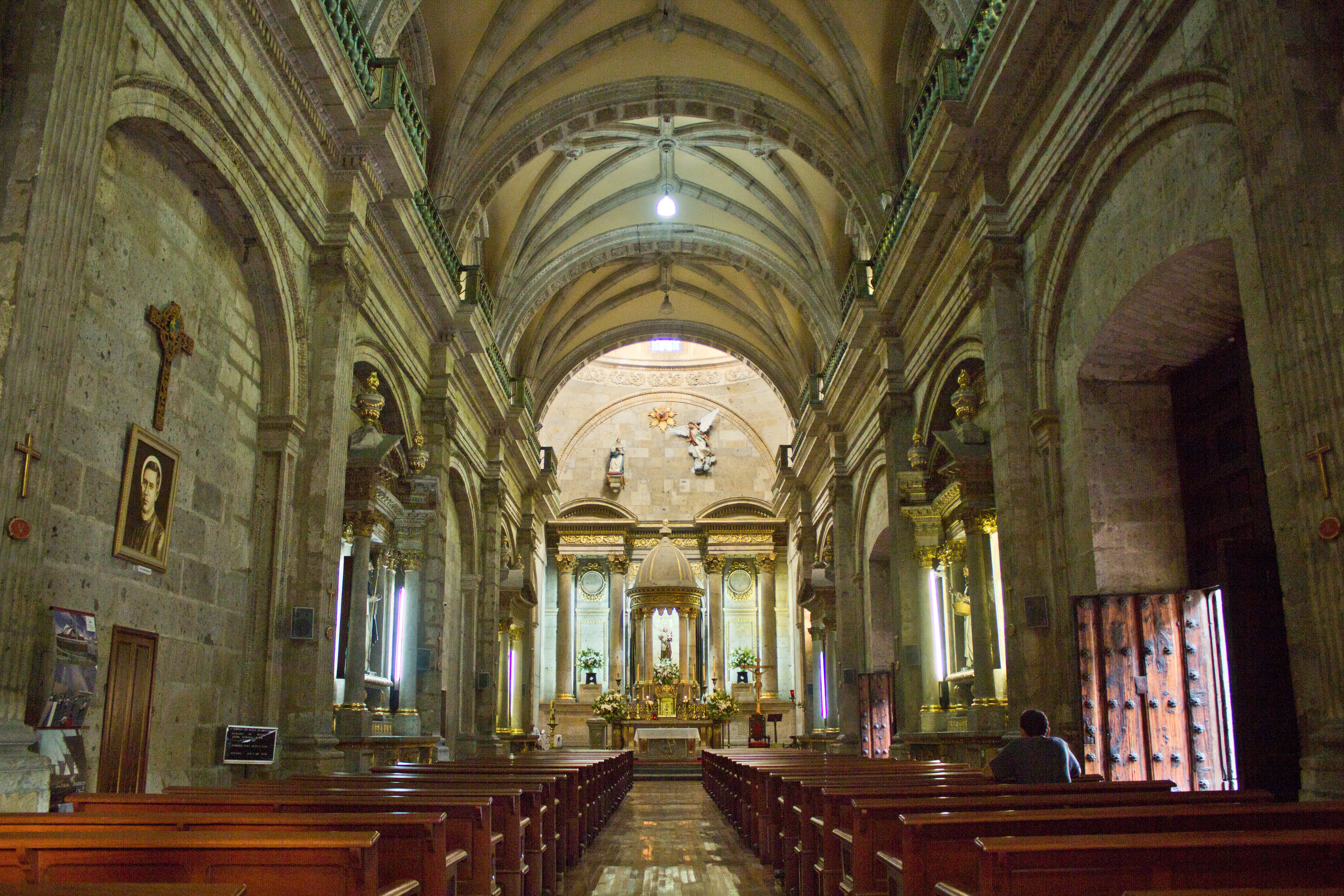
Interior del templo.
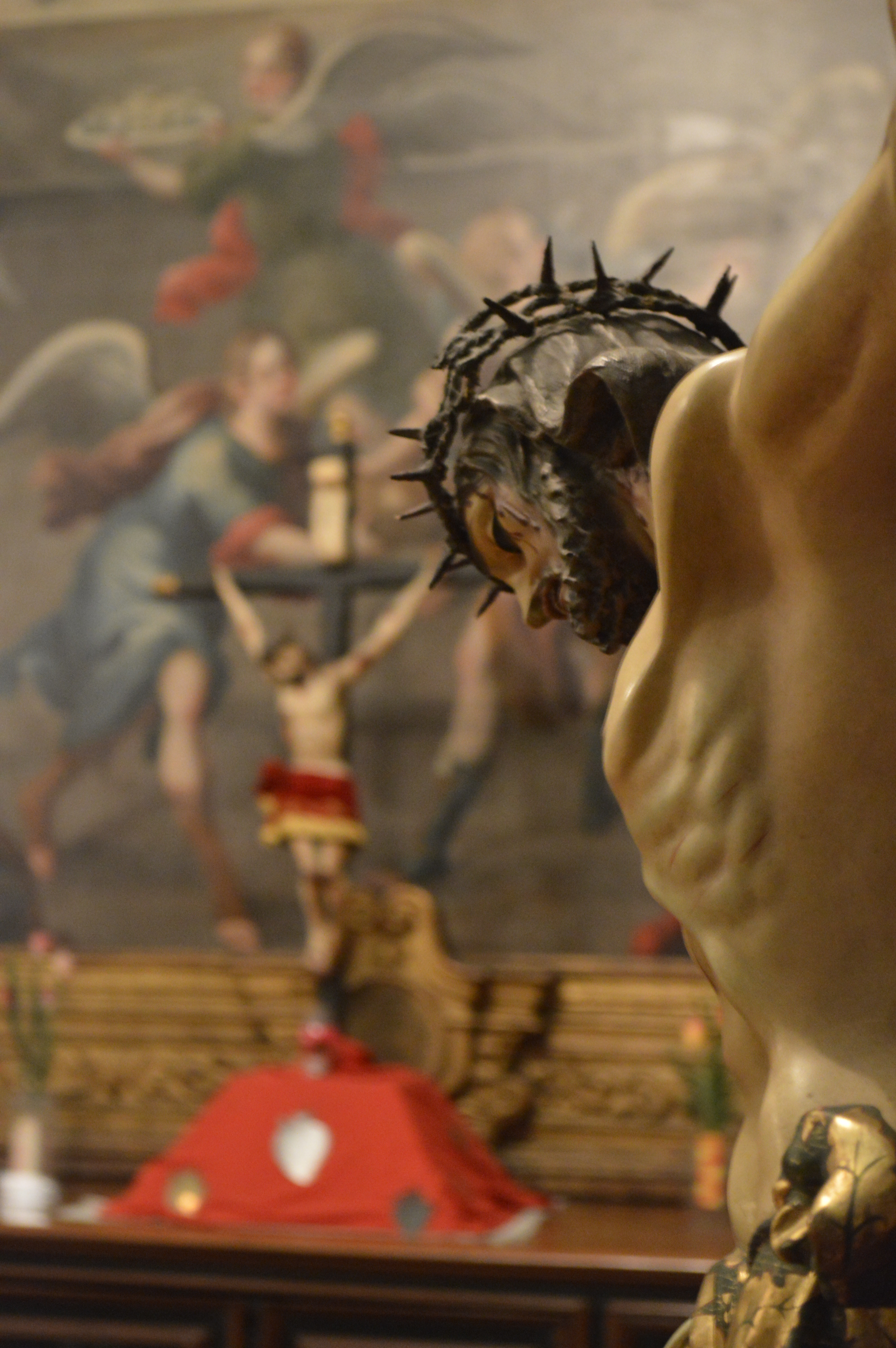
Una imagen de Cristo.
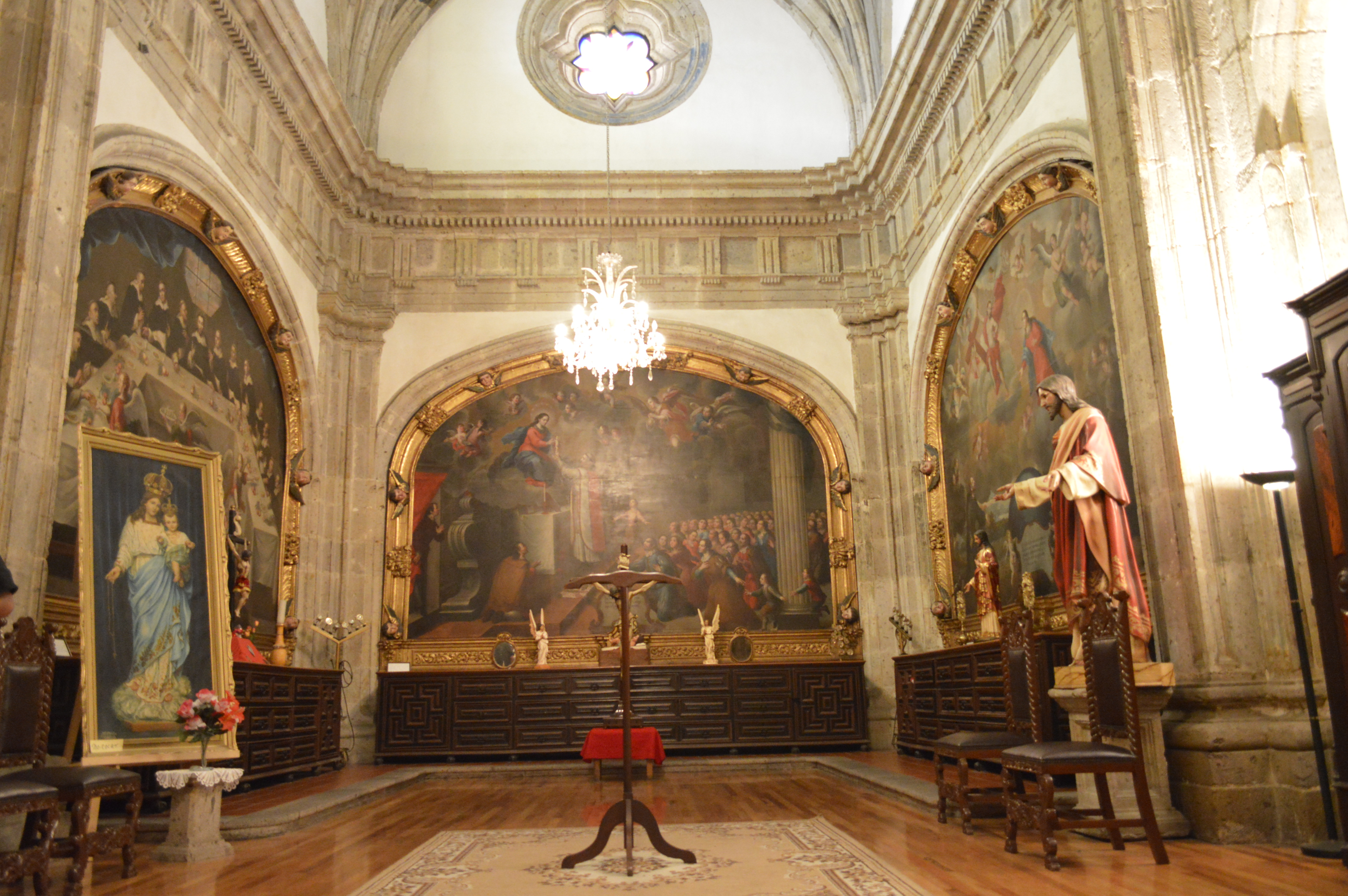
La sacristía del templo.
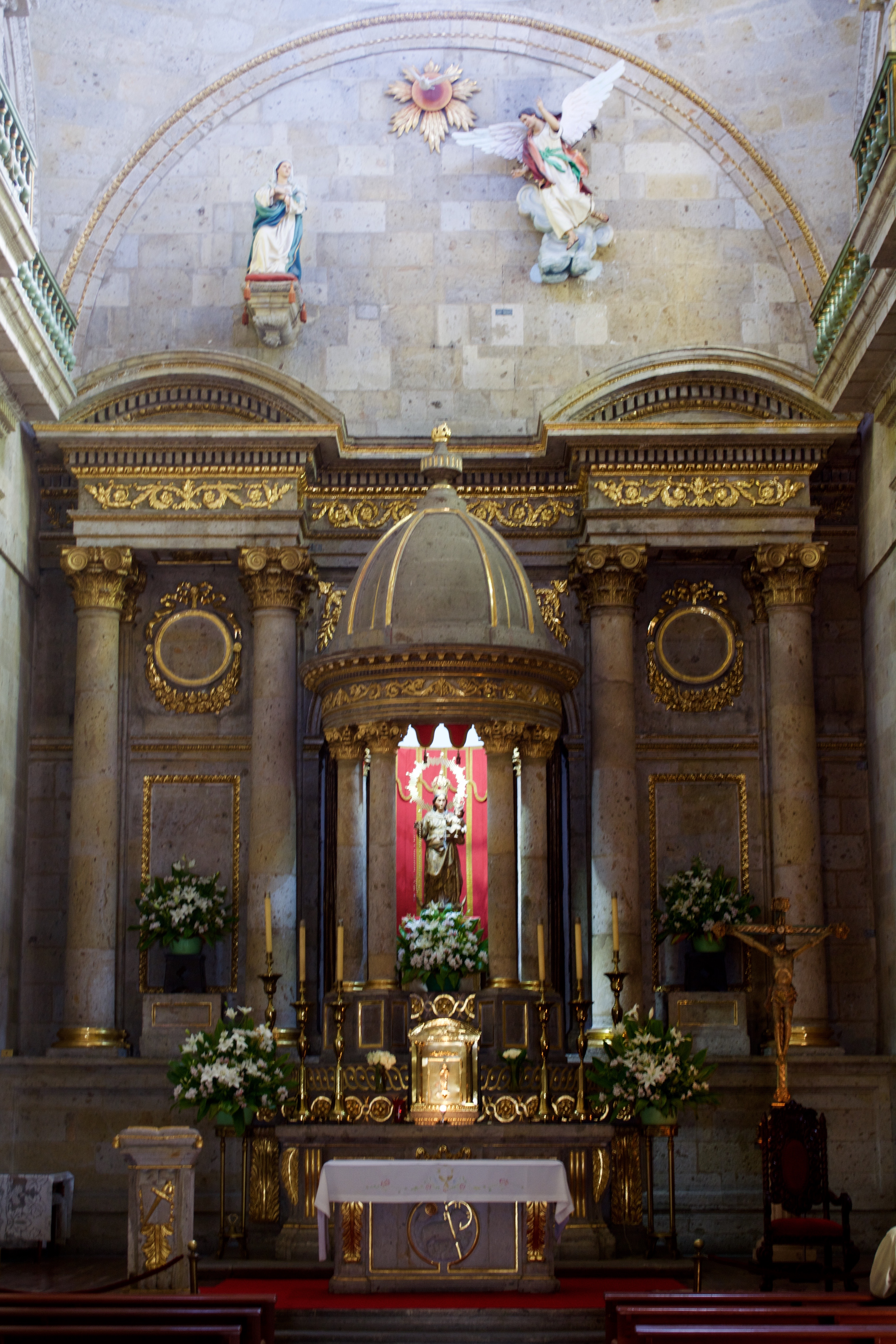
El retablo del templo.
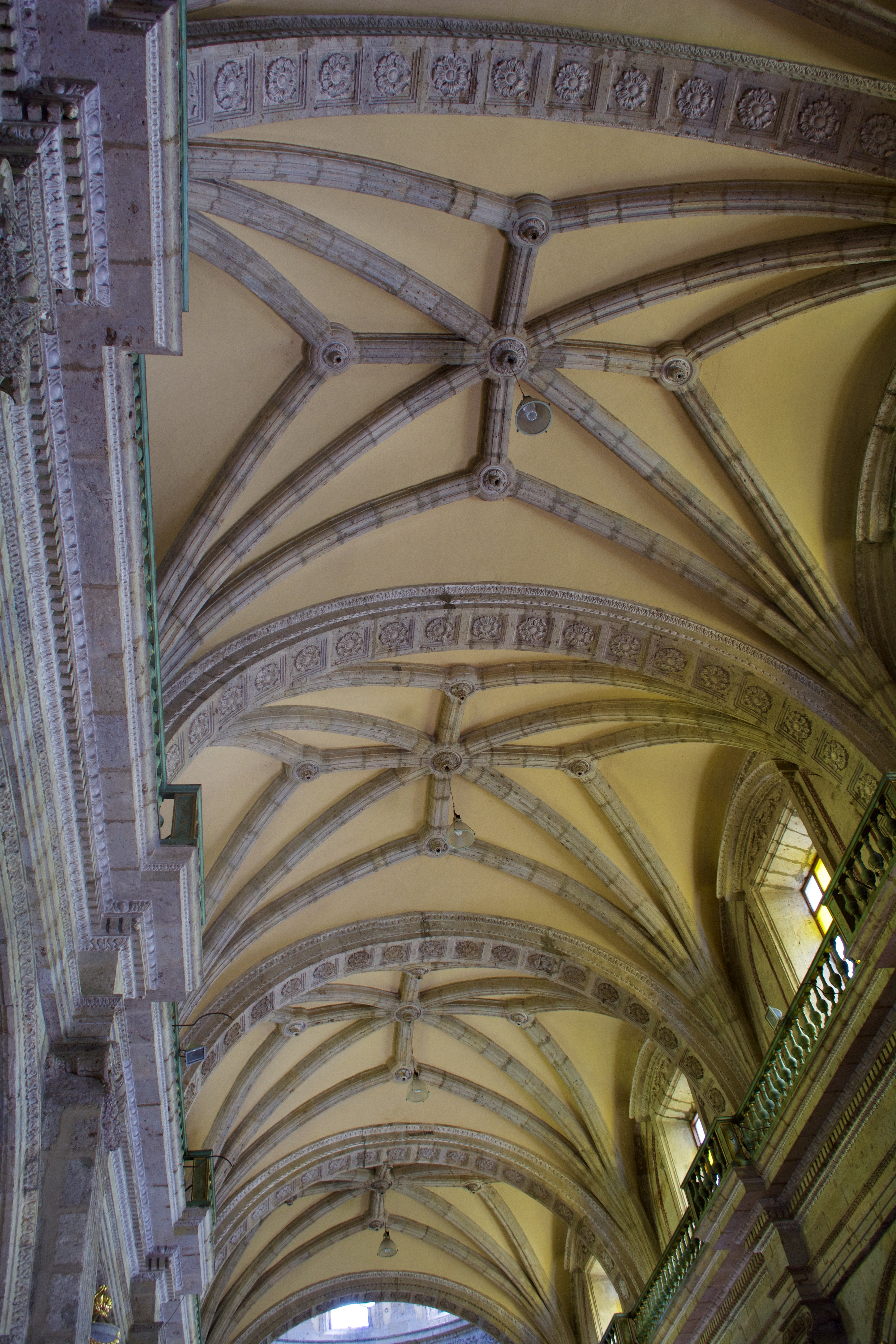
Vista de las bóvedas.
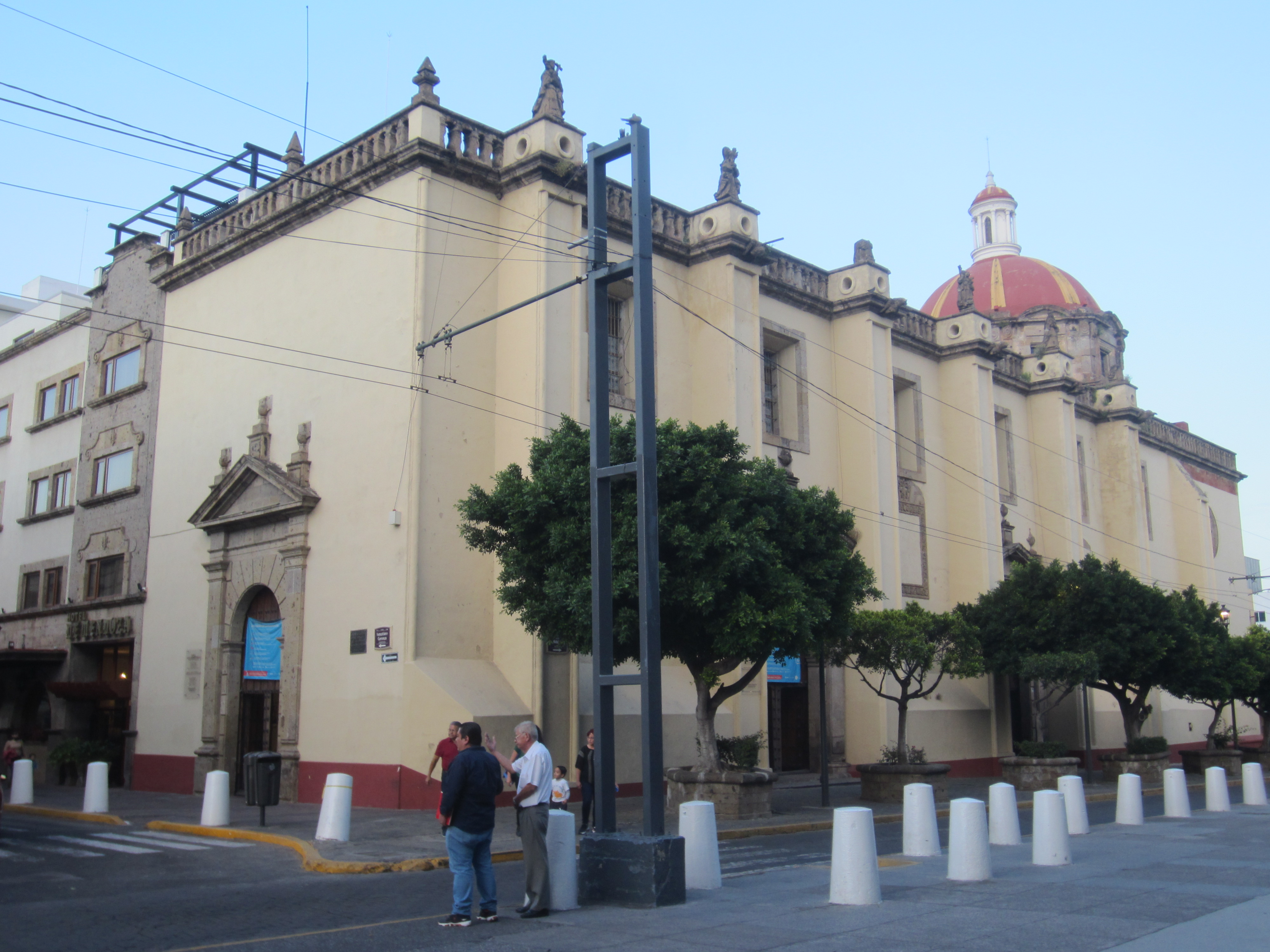
Vista de la fachada oeste.